# 내 손을 잡아 (노래)
《최고의 사랑 OST Part 4》는 대한민국의 여자 가수 아이유의 8번째 싱글이며 2011년 5월 25일에 디지털 싱글로 발매되었다.
이 싱글은 MBC 드라마 《최고의 사랑》의 OST로써 〈내 손을 잡아〉를 수록하고 있다.

## 개요
〈내 손을 잡아〉는 아이유가 KBS 월화 미니시리즈 《드림하이》에 삽입되었던 "Dreaming"에 이어 두 번째로 작곡한 노래로 음원사이트에서 아이유의 자작곡이 공개되는 것은 이번 곡이 처음이다. 이번 곡을 통해 싱어송라이터로서의 그녀의 기량을 보여주었다. 
이 노래는 드라마의 인기와 함께 가온차트 디지털 종합 주간 차트(2011.5.29 ~ 6.4)에서 2위를 기록하였다.

## 트랙리스트
| #             | 제목                     | 작사          | 작곡          | 편곡          | 재생 시간 |
| ------------- | ------------------------ | ------------- | ------------- | ------------- | --------- |
| 1.            | 〈내 손을 잡아〉         | 아이유        | 아이유        | G.고릴라      | 3:15      |
| 2.            | 〈내 손을 잡아 (Inst.)〉 |               | 아이유        | G.고릴라      | 3:15      |
| 총 재생 시간: | 총 재생 시간:            | 총 재생 시간: | 총 재생 시간: | 총 재생 시간: | 6:30      |